# تئاتر آکادمیک دولتی اپرا و باله مغولستان
تئاتر آکادمیک دولتی اپرا و باله مغولستان (انگلیسی: Mongolian State Academic Theatre of Opera and Ballet) همچنین با نام تالار آکادمیک ملی اپرا و باله شناخته می‌شود) در ۱۵ مه ۱۹۶۳ به‌عنوان تالار نمایشی موزیکال دولتی تأسیس شد. طبق قطعنامه شماره ۱۳۲/۱۸۲ مورخ ۱۰ مه ۱۹۶۳ توسط شورای وزیران جمهوری خلق مغولستان و کمیته مرکزی حزب خلق انقلابی مغول، این تالار به تالار اپرا و باله آکادمیک دولتی و تالار درام آکادمیک دولتی تقسیم شد. مراسم افتتاحیه تالار اپرا و باله آکادمیک دولتی در ۱۸ مه ۱۹۶۳ با اجرای اپرای «یوگنی آنگین (اپرا)» اثر چایکوفسکی برگزار شد.